# Georgi Naydenov
Georgi Spirov Naydenov (em búlgaro: "Георги Найденов": Sófia, 21 de dezembro de 1931 - Damasco, 28 de maio de 1970) foi um futebolista búlgaro que atuava como goleiro e treinador de futebol, entre 1955 e 1966.
Ele jogou 51 vezes pela Seleção Búlgara de Futebol.

## Carreira
Começou a carreira no Cherverno Zname em 1949. Foi para o Spartak Sofia em 1950, e para o CSKA Sofia em 1955, onde ficou até 1965.
Ele voltou para o Spartak Sofia e encerrou a carreira lá, em 1967. após encerrar a carreira como jogador, se tornou treinador do FC Maritsa Plovdiv.
Pela Seleção Búlgara, ele foi convocado para as Copas do Mundo de 1962 e 1966.